# Täby kyrkby

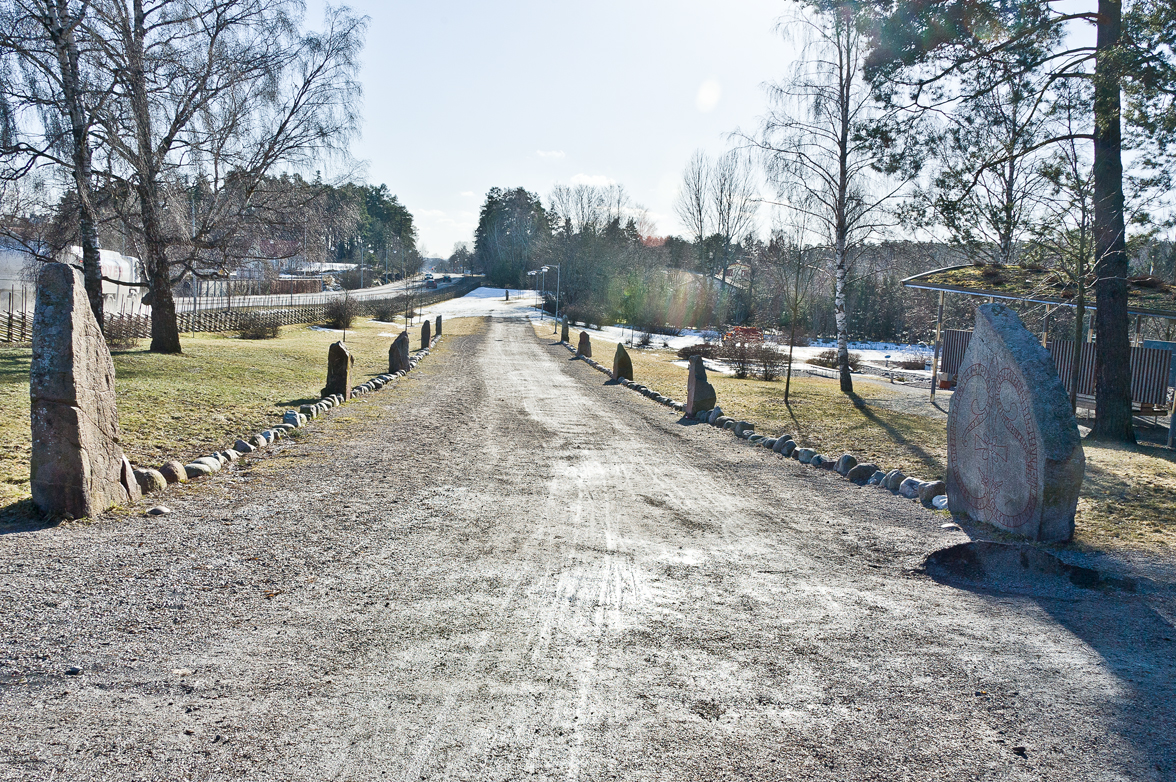
Stormannen Jarlabankes bro från cirka 1050.

Täby kyrkby är den nordligaste kommundelen i Täby kommun. Området gränsar i norr till Vallentuna kommun och tätbebyggelsen i Kragstalund. Tätbebyggelsen i området ingår i tätorten Vallentuna. I öster, söder och väster finns obebyggda områden, vilka avskiljer kyrkbyn från tätorten Stockholm.
Invånarantalet i Täby kyrkby kommundel 1 juni 2020 var 8 334 personer. 

## Historia
Det var i kyrkbyn som Täby först beboddes. Namnet Täby kommer från Tä i betydelsen bro eller belagd väg, men även fägata. En bro (eller egentligen spänger) som kan åsyftas ligger mitt i Täby kyrkby och bekostades på 1000-talet av storbonden/vikingen Jarlabanke. Täby tä sålunda.
Långt tidigare fanns dock bebyggelse i Täby kyrkby, vilket kan beskådas vid vandringen genom en fornstig som slingrar sig i markerna söder om prästgården. Här finns husterrasser, gravar, stenmurar och gamla fägator kvar från den tid då järnålderns bönder för nästan 2000 år sedan brukade marken.
I Täby kyrkby ligger Täby kyrka från mitten av 1200-talet. Täby kyrka är bland annat berömd för sina vackra och färgrika målningar av Albert Målare, till exempel "döden spelar schack med människan". Bilden kom sedermera att inspirera Ingmar Bergman till filmen Det sjunde inseglet.
När järnvägen kom till Södra Roslagen på sent 1800-tal miste Täby sin betydelse som huvudort i församlingen, detta trots att man anlade en station, Täby kyrkby (Täby), i anslutning till kyrkan. Den nya centrala platsen blev istället Roslags Näsby som vid Österskärslinjens öppnande på tidigt 1900-tal blev järnvägsknut. Området växte och blev köping 1950, kyrkans namn användes då som namn på hela köpingen, ett namn som följde med när köpingen blev egen kommun vid kommunreformen 1971.
Utbyggnaden av tätbebyggelse påbörjades i början av 1900-talet under namnet Täby villastad. Namnet Täby kyrkby för den gamla byn Täby lanserades av kommunen under 1960-talet för att skilja den från resten av köpingen och senare även kommunen. 1974 namnändrades Roslagsbanans station i området från enbart Täby till Täby kyrkby, bland annat för att undvika förväxling med Täby centrum.
Under 1960-talet spelades flera Åsa-Nissefilmer in i bland annat Täby Kyrkby, där dåtidens lantliga landskap fick föreställa Småland. Svensk Talfilms ateljéer låg i Skarpäng i södra Täby.

### Administrativa tillhörigheter
Täby var och är kyrkby i Täby socken och ingick efter kommunreformen 1862 i Täby landskommun, där Täby municipalsamhälle inrättades 8 april 1927. Landskommunen med municipalsamhället ombildades 1948 till Täby köping och tillfördes samtidigt Lahäll från Danderyds köping. Köpingen uppgick 1971 i Täby kommun.
I kyrkligt hänseende hör orten till Täby församling.
Den judiciella tillhörigheten har varit densamma som för Täby socken. 

### Befolkningsutveckling
Denna tätort kom att kallas Täby station. År 1960 hade den 1 920 invånare. Omfattande nybyggnation ägde rum i början av 1970-talet och befolkningen nära nog fördubblades mellan 1970 och 1975. Samhället kom därigenom att växa norrut och samman med bebyggelsen i södra delen av Vallentuna och räknas sedan 1980 av SCB som en del av den tätorten.
| Befolkningsutvecklingen i Täby Station 1960–1975 | Befolkningsutvecklingen i Täby Station 1960–1975 | Befolkningsutvecklingen i Täby Station 1960–1975 | Befolkningsutvecklingen i Täby Station 1960–1975 | Befolkningsutvecklingen i Täby Station 1960–1975 |
| ------------------------------------------------ | ------------------------------------------------ | ------------------------------------------------ | ------------------------------------------------ | ------------------------------------------------ |
|                                                  |                                                  |                                                  |                                                  |                                                  |
| År                                               |                                                  |                                                  | Folkmängd                                        |                                                  |
| 1960                                             | 1960                                             |                                                  | 1 920                                            |                                                  |
| 1965                                             | 1965                                             |                                                  | 1 821                                            |                                                  |
| 1970                                             | 1970                                             |                                                  | 1 710                                            |                                                  |
| 1975                                             | 1975                                             |                                                  | 3 293                                            |                                                  |
| Anm.: Sammanvuxen med Vallentuna 1980            |                                                  |                                                  |                                                  |                                                  |